# Jadranka Stojaković
Jadranka Stojaković (24 juillet 1950, Sarajevo - 3 mai 2016, Banja Luka) est une chanteuse, auteure et compositrice bosnienne.
Lors du concours Eurovision de la chanson 1972, elle participe à la finale nationale visant à choisir le candidat qui représentera la Yougoslavie mais n'est pas retenue. Elle participera finalement au concours en 1981 en faisant les chœurs de Seid Memić Vajta (en),.
À la fin des années 1980, elle se rend au Japon où elle résidera pendant une vingtaine d'années.
Pendant sa vie au japon, elle va collaborer avec Konami pour le jeu Vandal Hearts sorti sur PlayStation et Sega Saturn  pour la chanson burning sorrow qui sera le thème d'introduction et de fin du jeu.
En 2009, elle chute lors d'un concert en glissant sur un cable avant qu'une sclérose latérale amyotrophique ne soit diagnostiquée.
Elle meurt le 3 mai 2016 dans sa maison de retraite de Banja Luka.